# 雷公庙镇
雷公庙镇，是中华人民共和国湖南省常德市鼎城区下辖的一个乡镇级行政单位。

## 行政区划
雷公庙镇下辖以下地区：
镇南社区、张家垭村、望仙桥村、中湖村、谢家岔村、花园村、石牛冲村、龙门村、尹家坪村、黄潭桥村、湖海坪村、沈家岗村和大会庵村。